# Lepidotrigla faurei
Lepidotrigla faurei is een straalvinnige vissensoort uit de familie van ponen (Triglidae). De wetenschappelijke naam van de soort is voor het eerst geldig gepubliceerd in 1914 door Gilchrist & Thompson.